# Evolução do Colégio dos Cardeais sob o pontificado de Bento XIV
Abaixo está a evolução do colégio de cardeais durante o pontificado de Bento XIV (17 de agosto de 1740 – 3 de maio de 1758) e a subsequente vaga vaga (3 de maio – 6 de julho de 1758).

## Composição para consistório
| Consistório                    | 1740 | 1758 |
| ------------------------------ | ---- | ---- |
| 13 de novembro de 1690         | 1    |      |
| Consistórios de Alexandre VIII | 1    | 0    |
| 17 de maio de 1706             | 1    |      |
| 23 de dezembro de 1711         | 1    |      |
| 18 de maio de 1712             | 5    |      |
| 30 de janeiro de 1713          | 2    |      |
| 29 de maio de 1715             | 1    |      |
| 12 de julho de 1717            | 1    |      |
| 29 de novembro de 1719         | 3    | 1    |
| Consistórios de Clemente XI    | 14   | 1    |
| 16 de julho de 1721            | 1    | 1    |
| Consistórios de Inocêncio XIII | 1    | 1    |
| 20 de novembro de 1724         | 1    |      |
| 11 de junho de 1725            | 2    |      |
| 11 de setembro de 1726         | 1    |      |
| 9 de dezembro de 1726          | 4    |      |
| 26 de novembro de 1727         | 3    |      |
| 30 de abril de 1728            | 1    |      |
| 20 de setembro de 1728         | 2    |      |
| 23 de março de 1729            | 1    |      |
| 6 de julho de 1729             | 2    | 1    |
| Consistórios de Bento XIII     | 17   | 1    |
| 14 de agosto de 1730           | 1    | 1    |
| 2 de outubro de 1730           | 2    |      |
| 24 de setembro de 1731         | 4    | 1    |
| 1º de outubro de 1732          | 2    | 1    |
| 2 de março de 1733             | 1    |      |
| 28 de setembro de 1733         | 2    |      |
| 24 de março de 1734            | 3    |      |
| 17 de janeiro de 1735          | 1    | 1    |
| 19 de dezembro de 1735         | 1    |      |
| 20 de dezembro de 1737         | 7    | 3    |
| 23 de junho de 1738            | 1    | 1    |
| 19 de dezembro de 1738         | 1    |      |
| 23 de fevereiro de 1739        | 2    |      |
| 15 de julho de 1739            | 1    |      |
| 30 de setembro de 1739         | 2    | 1    |
| Consistórios de Clemente XII   | 31   | 9    |
| 9 de setembro de 1743          |      | 14   |
| 10 de abril de 1747            |      | 6    |
| 3 de julho de 1747             |      | 1    |
| 26 de novembro de 1753         |      | 12   |
| 22 de abril de 1754            |      | 1    |
| 18 de dezembro de 1754         |      | 1    |
| 5 de abril de 1756             |      | 8    |
| Consistórios de Bento XIV      |      | 43   |
| Total                          | 64   | 55   |

## Evolução durante o pontificado
| Data                    | Evento                                                                              | Total |
| ----------------------- | ----------------------------------------------------------------------------------- | ----- |
| 17 de agosto de 1740    | Eleição papal do Cardeal Prospero Lorenzo Lambertini com o nome de Bento XIV        | 63    |
| 13 de dezembro de 1740  | Morte do Cardeal Benedetto Erba-Odescalchi (61 anos)                                | 62    |
| 16 de maio de 1741      | Morte do Cardeal Giacomo Lanfredini (60 anos)                                       | 61    |
| 21 de maio de 1741      | Morte do Cardeal Bartolomeo Ruspoli (43 anos)                                       | 60    |
| 3 de agosto de 1741     | Morte do Cardeal Lorenzo Altieri (70 anos)                                          | 59    |
| 25 de setembro de 1741  | Morte do Cardeal Marcello Passeri (63 anos)                                         | 58    |
| 20 de novembro de 1741  | Morte do Cardeal Melchior de Polignac (80 anos)                                     | 57    |
| 20 de fevereiro de 1742 | Morte do Cardeal Marcellino Corio (77 anos)                                         | 56    |
| 18 de setembro de 1742  | Morte do Cardeal Vincenzo Ludovico Gotti, O.P. (78 anos)                            | 55    |
| 9 de dezembro de 1742   | Morte do Cardeal Carlo Vincenzo Maria Ferreri Thaon, O.P. (60 anos)                 | 54    |
| 23 de dezembro de 1742  | Morte do Cardeal Carlo Gaetano Stampa (75 anos)                                     | 53    |
| 12 de janeiro de 1743   | Morte do Cardeal Camilo Cybo (61 anos)                                              | 52    |
| 27 de janeiro de 1743   | Morte do Cardeal Pietro Maria Pieri, O.S.M. (66 anos)                               | 51    |
| 29 de janeiro de 1743   | Morte do Cardeal André-Hercule de Fleury (89 anos)                                  | 50    |
| 30 de janeiro de 1743   | Morte do Cardeal Nicolò del Giudice (82 anos)                                       | 49    |
| 8 de fevereiro de 1743  | Morte do Cardeal Pier Marcellino Corradini (84 anos)                                | 48    |
| 22 de fevereiro de 1743 | Morte do Cardeal Luis Antonio Belluga y Moncada, C.O. (80 anos)                     | 47    |
| 4 de março de 1743      | Morte do Cardeal Prospero II Colonna (70 anos)                                      | 46    |
| 5 de abril de 1743      | Morte do Cardeal Francesco Antonio Finy (73 anos)                                   | 45    |
| 10 de agosto de 1743    | Morte do Cardeal Lodovico Pico della Mirandola (74 anos)                            | 44    |
| 19 de agosto de 1743    | Morte do Cardeal Damian Hugo Philipp von Schönborn Bushein (66 anos)                | 43    |
| 9 de setembro de 1743   | criação de 24 Cardeais + 1 Cardeal In Picture                                       | 67    |
| 9 de setembro de 1743   | Joaquín Fernández de Portocarrero                                                   | 67    |
| 9 de setembro de 1743   | Camillo Paolucci                                                                    | 67    |
| 9 de setembro de 1743   | Raffaele Cosimo de 'Girolami                                                        | 67    |
| 9 de setembro de 1743   | Carlo Alberto Guidobono Cavalchini                                                  | 67    |
| 9 de setembro de 1743   | Giovanni Battista Barni                                                             | 67    |
| 9 de setembro de 1743   | Giacomo Oddi                                                                        | 67    |
| 9 de setembro de 1743   | Federico Marcello Lante della Rovere                                                | 67    |
| 9 de setembro de 1743   | Marcello Crescenzi                                                                  | 67    |
| 9 de setembro de 1743   | Giorgio Doria                                                                       | 67    |
| 9 de setembro de 1743   | Francesco Landi                                                                     | 67    |
| 9 de setembro de 1743   | Giuseppe Pozzobonelli                                                               | 67    |
| 9 de setembro de 1743   | Francesco Ricci                                                                     | 67    |
| 9 de setembro de 1743   | Antonio Maria Ruffo                                                                 | 67    |
| 9 de setembro de 1743   | Mario Bolognetti                                                                    | 67    |
| 9 de setembro de 1743   | Girolamo Colonna di Sciarra                                                         | 67    |
| 9 de setembro de 1743   | Prospero Colonna di Sciarra                                                         | 67    |
| 9 de setembro de 1743   | Carlo Leopoldo Calcagnini                                                           | 67    |
| 9 de setembro de 1743   | Alessandro Tanara                                                                   | 67    |
| 9 de setembro de 1743   | Filippo Maria de Monti                                                              | 67    |
| 9 de setembro de 1743   | Girolamo Bardi                                                                      | 67    |
| 9 de setembro de 1743   | Luigi Maria Lucini, O.P.                                                            | 67    |
| 9 de setembro de 1743   | Fortunato Tamburini, O.S.B.                                                         | 67    |
| 9 de setembro de 1743   | Gioacchino Besozzi, O.Cist.                                                         | 67    |
| 9 de setembro de 1743   | Domenico Orsini de Aragão                                                           | 67    |
| 30 de agosto de 1744    | Morte do Cardeal Gaspar de Molina y Oviedo, (O.E.S.A. (65 anos)                     | 66    |
| 24 de outubro de 1744   | Morte do Cardeal Giuseppe Firrao (74 anos)                                          | 65    |
| 12 de novembro de 1744  | Morte do Cardeal Léon Potier de Gesvres (88 anos)                                   | 64    |
| 17 de janeiro de 1745   | Morte do Cardeal Luigi Maria Lucini, (O.P. (78 anos)                                | 63    |
| 20 de novembro de 1745  | Morte do Cardeal Bartolomeo Massei (82 anos)                                        | 62    |
| 17 de janeiro de 1746   | criação 1 Publicação In Picture                                                     | 63    |
| 17 de janeiro de 1746   | Johann Theodor von Bayern                                                           | 63    |
| 20 de fevereiro de 1746 | Morte do Cardeal Jan Aleksander Lipski (55 anos)                                    | 62    |
| 27 de agosto de 1746    | Morte do Cardeal Carlo Leopoldo Calcagnini (67 anos)                                | 61    |
| 16 de janeiro de 1747   | Morte do Cardeal Carlo Maria Marini (79 anos)                                       | 60    |
| 20 de março de 1747     | Morte do Cardeal Troiano Acquaviva d'Aragona (51 anos)                              | 59    |
| 21 de março de 1747     | Morte do Cardeal Vicente Petra (84 anos)                                            | 57    |
| 21 de março de 1747     | Morte do Cardeal Giuseppe Accoramboni (74 anos)                                     | 57    |
| 10 de abril de 1747     | criação de 11 cardeais                                                              | 68    |
| 10 de abril de 1747     | Álvaro Eugenio Mendoza Caamaño y Sotomayor                                          | 68    |
| 10 de abril de 1747     | Daniele Delfino                                                                     | 68    |
| 10 de abril de 1747     | Raniero Felice Simonetti                                                            | 68    |
| 10 de abril de 1747     | Frédéric-Jérôme de la Rochefoucauld de Roye                                         | 68    |
| 10 de abril de 1747     | François-Armand-Auguste de Rohan-So                                                 | 68    |
| 10 de abril de 1747     | Ferdinand Julius von Troyer                                                         | 68    |
| 10 de abril de 1747     | Giovanni Battista Mesmer                                                            | 68    |
| 10 de abril de 1747     | José Manuel da Câmara de Atalaia                                                    | 68    |
| 10 de abril de 1747     | Gian Francesco Albani                                                               | 68    |
| 10 de abril de 1747     | Mario Millini                                                                       | 68    |
| 10 de abril de 1747     | Carlo Vittorio Amedeo Ignazio delle Lanze                                           | 68    |
| 23 de abril de 1747     | Morte do Cardeal Henri-Osvald da Tour d'Auvergne de Bouillon (75 anos)              | 67    |
| 3 de julho de 1747      | criação de 1 cardeal                                                                | 68    |
| 3 de julho de 1747      | Henry Benedict Stuart                                                               | 68    |
| 28 de setembro de 1747  | Morte do Cardeal Philipp Ludwig von Sinzendorf (48 anos)                            | 67    |
| 4 de outubro de 1747    | Morte do Cardeal João da Mota e Silva (62 anos)                                     | 66    |
| 21 de fevereiro de 1748 | Morte do Cardeal Raffaele Cosimo de 'Girolami (77 anos)                             | 65    |
| 19 de julho de 1749     | Morte do Cardeal Armand Gaston Maximilien den Rohan-Soubise (75 anos)               | 64    |
| 20 de agosto de 1749    | Morte do Cardeal Raniero Felice Simonetti (73 anos)                                 | 63    |
| 11 de fevereiro de 1750 | Morte do Cardeal Vincenzo Bichi (82 anos)                                           | 62    |
| 3 de dezembro de 1750   | Morte do Cardeal Nuno da Cunha e Ataíde (85 anos)                                   | 61    |
| 12 de abril de 1751     | Morte do Cardeal Sigismund von Kollonitz (74 anos)                                  | 60    |
| 21 de outubro de 1751   | Morte do Cardeal Annibale Albani (69 anos)                                          | 59    |
| 6 de janeiro de 1752    | Morte do Cardeal Pompeio Aldrovandi (83 anos)                                       | 58    |
| 26 de junho de 1752     | Morte do Cardeal Giulio Alberoni (88 anos)                                          | 57    |
| 20 de agosto de 1752    | Morte do Cardeal Giovanni Battista Spínola (71 anos)                                | 56    |
| 2 de novembro de 1752   | Morte do Cardeal Domenico Riviera (80 anos)                                         | 55    |
| 16 de fevereiro de 1753 | Morte do Cardeal Tommaso Ruffo (89 anos)                                            | 54    |
| 22 de fevereiro de 1753 | Morte do Cardeal Antonio Maria Ruffo (65 anos)                                      | 53    |
| 13 de março de 1753     | Morte do Cardeal Antonio Saverio Gentili (72 anos)                                  | 52    |
| 26 de novembro de 1753  | criação de 16 cardeais                                                              | 68    |
| 26 de novembro de 1753  | Giuseppe Maria Feroni                                                               | 68    |
| 26 de novembro de 1753  | Fabrizio Serbelloni                                                                 | 68    |
| 26 de novembro de 1753  | Giovanni Francesco Stoppani                                                         | 68    |
| 26 de novembro de 1753  | Luca Melchiore Tempi                                                                | 68    |
| 26 de novembro de 1753  | Carlo Francesco Durini                                                              | 68    |
| 26 de novembro de 1753  | Enrico Enríquez                                                                     | 68    |
| 26 de novembro de 1753  | Cosimo Imperiali                                                                    | 68    |
| 26 de novembro de 1753  | Vincenzo Malvezzi Bonfioli                                                          | 68    |
| 26 de novembro de 1753  | Luigi Mattei                                                                        | 68    |
| 26 de novembro de 1753  | Giovanni Giacomo Millo                                                              | 68    |
| 26 de novembro de 1753  | Clemente Argenvilliers                                                              | 68    |
| 26 de novembro de 1753  | Antonio Andrea Galli, (C.R.L.                                                       | 68    |
| 26 de novembro de 1753  | Flávio Chigi                                                                        | 68    |
| 26 de novembro de 1753  | Giovanni Francesco Banchieri                                                        | 68    |
| 26 de novembro de 1753  | Giuseppe Livizzani                                                                  | 68    |
| 26 de novembro de 1753  | Ludovico Maria Torriggiani                                                          | 68    |
| 17 de janeiro de 1754   | Morte do Cardeal Filippo Maria de Monti (78 anos)                                   | 67    |
| 25 de janeiro de 1754   | Morte do Cardeal Giovanni Battista Barni (77 anos)                                  | 66    |
| 27 de fevereiro de 1754 | Morte do Cardeal Tomás de Almeida (83 anos)                                         | 65    |
| 21 de março de 1754     | Morte do Cardeal Giuseppe Livizzani (66 anos)                                       | 64    |
| 22 de abril de 1754     | criação de 1 cardeal                                                                | 65    |
| 22 de abril de 1754     | Antonino Sersale (51)                                                               | 65    |
| 29 de abril de 1754     | Morte do Cardeal Alessandro Tanara (72 anos)                                        | 64    |
| 18 de dezembro de 1754  | criação de 1 cardeal                                                                | 64    |
| 18 de dezembro de 1754  | Luis Fernández de Córdoba                                                           | 64    |
| 18 de dezembro de 1754  | Renúncia do Cardeal Luis Antonio de Borbón y Farnesio                               | 64    |
| 6 de janeiro de 1755    | Morte do Cardeal Angelo Maria Quirini, O.S.B.Cas. (74 anos)                         | 63    |
| 8 de janeiro de 1755    | Morte do Cardeal Francesco Ricci (75 anos)                                          | 62    |
| 8 de fevereiro de 1755  | Morte do Cardeal Niccolò Coscia (73 anos)                                           | 61    |
| 18 de junho de 1755     | Morte do Cardeal Gioacchino Besozzi, O.Cist. (75 anos)                              | 60    |
| 15 de dezembro de 1755  | Morte do Cardeal Pierluigi Carafa (78 anos)                                         | 59    |
| 22 de fevereiro de 1756 | Morte do Cardeal Mario Bolognetti (65 anos)                                         | 58    |
| 5 de abril de 1756      | criação de 9 cardeais                                                               | 67    |
| 5 de abril de 1756      | Nicolas de Saulx-Tavannes                                                           | 67    |
| 5 de abril de 1756      | Alberico Archinto                                                                   | 67    |
| 5 de abril de 1756      | Giovanni Battista Rovero                                                            | 67    |
| 5 de abril de 1756      | Francisco de Solís Folch de Cardona                                                 | 67    |
| 5 de abril de 1756      | Johann Joseph von Trautson                                                          | 67    |
| 5 de abril de 1756      | Paul d'Albert de Luynes                                                             | 67    |
| 5 de abril de 1756      | Étienne-René Potier de Gesvres                                                      | 67    |
| 5 de abril de 1756      | Franz Konrad Kasimir Ignaz von Rodt                                                 | 67    |
| 5 de abril de 1756      | Francisco de Saldanha da Gama                                                       | 67    |
| 25 de abril de 1756     | Morte do Cardeal Enrico Enríquez (54 anos)                                          | 66    |
| 28 de junho de 1756     | Morte do Cardeal François-Armand-Auguste de Rohan-So (38 anos)                      | 65    |
| 25 de julho de 1756     | Morte do Cardeal Mario Millini (79 anos)                                            | 64    |
| 28 de agosto de 1756    | Morte do Cardeal Silvio Valenti Gonzaga (66 anos)                                   | 63    |
| 11 de fevereiro de 1757 | Morte do Cardeal Francesco Landi (74 anos)                                          | 62    |
| 10 de março de 1757     | Morte do Cardeal Johann Joseph von Trautson (52 anos)                               | 61    |
| 21 de março de 1757     | Morte do Cardeal Niccolò Maria Lercari (81 anos)                                    | 60    |
| 29 de abril de 1757     | Morte do Cardeal Frédéric-Jérôme de la Rochefoucauld de Roye (55 anos)              | 59    |
| 16 de novembro de 1757  | Morte do Cardeal Giovanni Giacomo Millo (62 anos)                                   | 58    |
| 30 de janeiro de 1758   | Morte do Cardeal Luigi Mattei (55 anos)                                             | 57    |
| 5 de fevereiro de 1758  | Morte do Cardeal Ferdinand Julius von Troyer (60 anos)                              | 56    |
| 2 de março de 1758      | Morte do Cardeal Pierre Guérin de Tencin (77 anos)                                  | 55    |
| 3 de maio de 1758       | Morte do Papa Bento XIV (83 anos)                                                   | 55    |
| 15 de maio de 1758      | Abertura do conclave                                                                | 55    |
| 6 de julho de 1758      | Eleição papal do Cardeal Carlo della Torre di Rezzonico com o nome de Clemente XIII | 54    |